# Кутлуг-Нигар-ханым
Кутлуг-Нигяр-Ханым (кит. 忽都魯·尼格爾·哈努姆; неизвестно — июнь 1505) — первая жена и главная супруга Умар-Шейх-мирзы II, правителя Ферганской долины. Она была дочерью великого хана Моголистана Юнус Хана и носила титул принцессы Моголистана. 
Была матерью императора Бабура, основателя империи Великих Моголов в Индии. 

## Биография
Родилась второй дочерью великого хана Моголистана Юнус Хана и его главной супруги Айсан Долат Бегум. Дед по отцовской линии —Султан-Увайс-хан. Была прямым потомком Чингизхана по отцовской линии.  

## Смерть
Нигяр-Ханым шесть дней болела лихорадкой и умерла в июне 1505 года, через шесть после того как Бабур завоевал Кабул. Похоронена в Новогоднем саду.